# Lype sinuata
Lype sinuata är en nattsländeart som beskrevs av Mclachlan 1878. Lype sinuata ingår i släktet Lype och familjen tunnelnattsländor. Inga underarter finns listade i Catalogue of Life.